# Phyllophaga torta
Phyllophaga torta är en skalbaggsart som beskrevs av Leconte 1856. Phyllophaga torta ingår i släktet Phyllophaga och familjen Melolonthidae. Inga underarter finns listade i Catalogue of Life.